# Kondurča
La Kondurča (in russo Кондурча?) è un fiume della Russia europea sud-orientale (oblast' di Samara e Tatarstan), affluente di sinistra del Sok, nel bacino del Volga.
Nasce dagli speroni occidentali delle alture di Bugul'ma e Belebej; scorre in direzione sud-ovest, dopo un'ampia curva verso nord scende in direzione meridionale. Sfocia nel Sok a 33 km dalla foce, al villaggio di Krasnyj Jar. Il fiume ha una lunghezza di 294 km, l'area del suo bacino è di 4 360 km². Il canale del fiume è estremamente tortuoso per tutta la sua lunghezza. La profondità massima è di 1,5 m. Lungo il suo corso attraversa la città di Nurlat e i villaggi di Koški e Elchovka.